# Баграмян (Араратская область)
Баграмян  (арм. Բաղրամյան ) — село в области Арарат в Армении.
Главой сельской общины является Гагик Галстян.

## География
Село Баграмян находится в юго-западном части Республики Армения, северо-западном части региона в 3 километрах на север от города Арташата , 23 км на юг Еревана и входит в состав Араратского марза, район Арташата, в Араратском долине. Расположено в непосредственной близости к главной автомагистрали M2, через село проходит дорога H-8, которая соединяет Ереван с селами Араратской долины. Находится на высоте 830 метров над уровнем моря. Протяжённостью в 1000 метров с запада на восток и 950 метров с севера на юг. Село расположено на правом берегу реки Азат рядом с сёлами Бурастан, Азатаван.

## История
Прежнее название села — Башналу. Азербайджанский топонимист Ситара Мирмахмудова предполагала, что тюркский топоним Башналу (азерб. Башналы) происходит от личного имени Башналы.
1 декабря 1949 года село Башналу Арташатского района Армянской ССР было переименовано в Баграмян.

## Население
| Год  | Численность | Численность |
| ---- | ----------- | ----------- |
| 1831 | 175         | [ 5 ]       |
| 1897 | 673         | [ 5 ]       |
| 1926 | 558         | [ 5 ]       |
| 1939 | 649         | [ 5 ]       |
| 1959 | 1139        | [ 5 ]       |
| 1970 | 1456        | [ 6 ]       |
| 1979 | 1518        | [ 5 ]       |
| 1989 | 1577        | [ 7 ]       |
| 2001 | 1875        | [ 5 ]       |
| 2011 | 1614        | [ 8 ]       |